# Henri Laurens
Henri Laurens (Paris, 18 de Fevereiro de 1885 - Paris, 5 de Maio de 1954) foi um dos mais célebres artistas das primeiras vanguardas e um importante precursor do movimento cubista, junto a Pablo Picasso, Georges Braque e Juan Gris.
Escultor, ilustrador, gravador, decorador e pintor de excelência, travou relações de grande amizade com Picasso, Juan Gris e Fernand Léger, após conhecê-los em 1911. Estes artistas fizeram com que Laurens se aproximasse das tendências cubistas e serviram de fonte de inspiração para o jovem escultor parisiense.
Começou então a esculpir formas cubistas, sem sintetismo, muito básicas, diga-se. Todavia, na década seguinte, dizia-se atraído pela Natureza, passando então a desenhar e esculpir figuras alusivas ao tema, e, muitas delas com formas orgânicas. 
Devido ao seu súbito interesse pela mitologia, era frequente representar deuses, entre outros, facto que o levou a conceber trabalhos um pouco mais realistas, sem exceptuar a ilustração de um livro.
A sua campa, no Cemitério de Montparnasse, na cidade de Paris, encontra-se decorada com uma grande escultura que concebeu durante os loucos anos 20, denominada A dor.

## Obra
Entre os seus trabalhos mais conhecidos encontram-se
- Grande femme au miroir (Grande mulher ao espelho), concebida em 1929, em bronze
- La Musicienne (A música), concretizada em 1938, também em bronze
- L'Archange (O arcanjo), feita igualmente em bronze, no ano de 1948